# Karl Gortner
Karl Gortner (* 18. März 1895 in Oggersheim; † 4. März 1952 in Neumarkt in der Oberpfalz) war ein deutscher NSDAP-Politiker und Oberbürgermeister der Stadt Neumarkt in der Oberpfalz.

## Leben
Karl Gortner nahm nach seiner Schulausbildung eine Beschäftigung in der Kommunalverwaltung auf, wechselte in die Forstverwaltung und wurde 1918 Leiter eines Arbeitsnachweises für heimgekehrte Kriegsgefangene in Hammelburg. 1922 wurde er Assistent bei der Landversicherungsanstalt von Oberfranken, wo er 1930 die Stelle eines Verwaltungssekretärs einnahm. 
Gortner war 1923 Gründungsmitglied der NSDAP in Bayreuth und Mitglied der SA. Zum 26. Januar 1926 trat er der neu gegründeten Partei wieder bei (Mitgliedsnummer 29.230). Im Stadtrat von Bayreuth hatte er ab dem 22. April 1933 einen Sitz für die NSDAP. Im selben Jahr wurde er Verbindungsmann und Stabsleiter des Regierungspräsidenten von Niederbayern, Heinrich Wirschinger, und zum 1. Juli des Jahres Gauamtsleiter für Kommunalpolitik der Gauleitung Bayerische Ostmark. Später wurde er Leiter der Dienststelle des Deutschen Gemeindetages. Dieses Amt übte er bis nach 1941 aus.
Vom 7. Mai 1938 an war er persönlicher Referent des NSDAP-Gauleiters Fritz Wächtler, als dieser Oberbürgermeister von Bayreuth war. In der Zeit vom 1. Juli 1938 bis zum 30. September 1944 war Gortner 1. Beigeordneter der Stadt Bayreuth mit der Amtsbezeichnung Bürgermeister. Von Mitte 1941 bis Ende März 1942 war er zugleich mit der kommissarischen Wahrnehmung der Geschäfte des Landrats in Lohr beauftragt.
Vom 1. Oktober 1941 bis zu seiner Verhaftung am 23. April 1945 durch amerikanische Besatzungssoldaten war Gortner Oberbürgermeister der Stadt Neumarkt in der Oberpfalz.